# Montselgues
Montselgues település Franciaországban, Ardèche megyében. Lakosainak száma 86 fő (2022. január 1.). Montselgues Borne, Malarce-sur-la-Thines, Sablières, Sainte-Marguerite-Lafigère, Pied-de-Borne, Prévenchères és Saint-Laurent-les-Bains-Laval-d’Aurelle községekkel határos.

## Népesség
A település népességének változása:
| Lakosok száma | 113  | 80   | 69   | 90   | 93   | 87   | 82   | 81   | 83   | 86   |
|               | 1968 | 1982 | 1990 | 2006 | 2013 | 2015 | 2017 | 2019 | 2020 | 2022 |